# 新謝瓦斯托波利

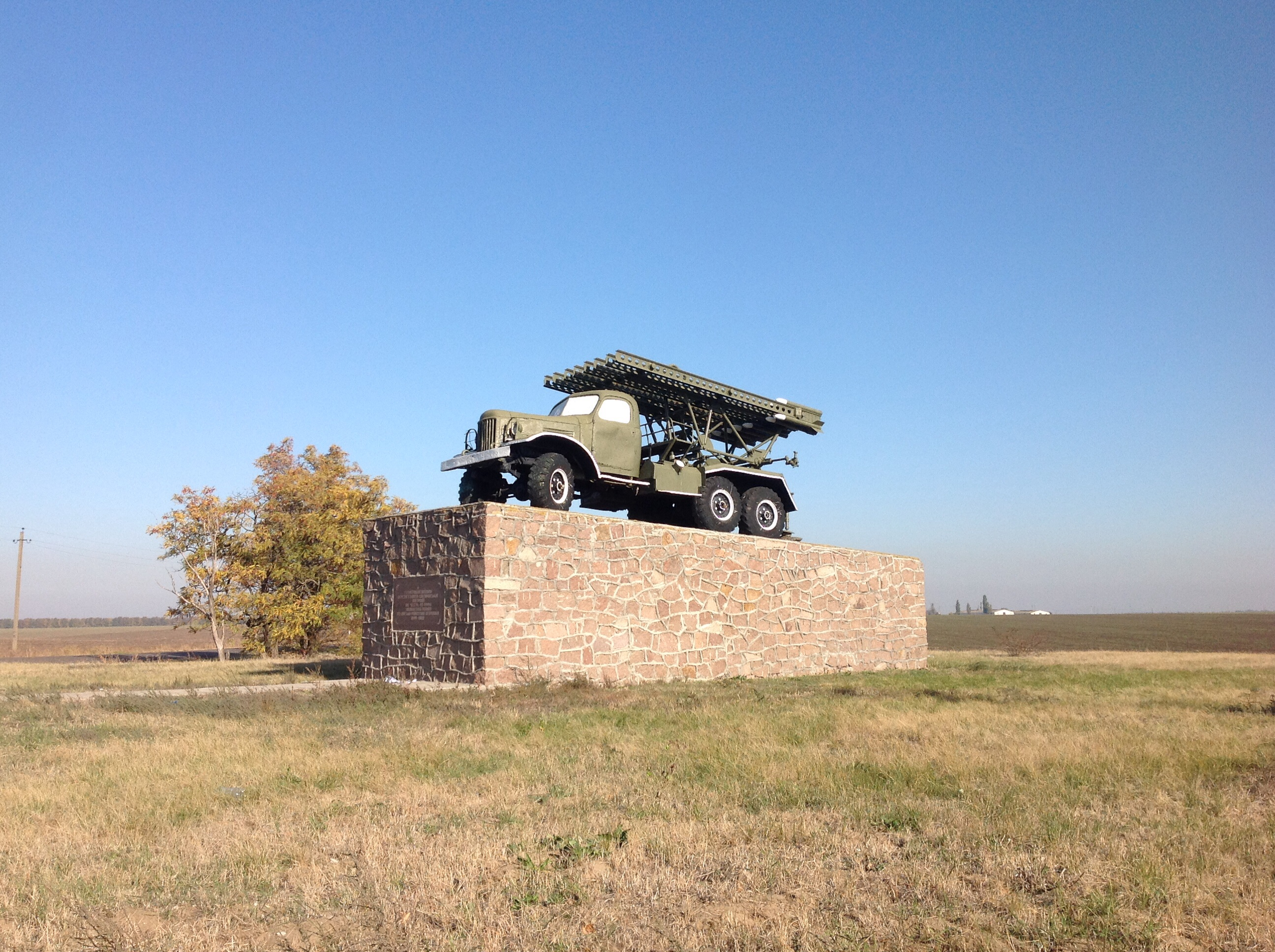

47°24′49″N 32°44′53″E / 47.41361°N 32.74806°E
新謝瓦斯托波利（烏克蘭語：Новосевастополь），是烏克蘭南部的村莊，隸屬尼古拉耶夫州的巴什坦卡區。該村始建於1890年，面積1.92平方公里，海拔高度78米，2001年人口557，人口密度每平方公里290.3人。